# Cuviera ledermannii
Cuviera ledermannii är en måreväxtart som beskrevs av Kurt Krause. Cuviera ledermannii ingår i släktet Cuviera och familjen måreväxter.
Artens utbredningsområde är Kamerun. Inga underarter finns listade i Catalogue of Life.